# Udobnyj
Udobnyj (in lingua russa Удобный) è un centro abitato dell'Adighezia, situato nel Majkopskij rajon. La popolazione era di 1.454 abitanti al dicembre 2018. Ci sono 38 strade.